# Algorithmische Geometrie
Als algorithmische Geometrie (englisch Computational Geometry) bezeichnet man ein Teilgebiet der Informatik, das sich mit der algorithmischen Lösung geometrisch formulierter Probleme beschäftigt. Ein zentrales Problem ist dabei die Speicherung und Verarbeitung geometrischer Daten. Im Gegensatz zur Bildbearbeitung, deren Grundelemente Bildpunkte (Pixel) sind, arbeitet die algorithmische Geometrie mit geometrischen Strukturelementen wie Punkten, Linien, Kreisen, Polygonen und Körpern.
Aufgabengebiete der algorithmischen Geometrie sind unter anderem:
- Effiziente Speicherung und Wiedergewinnung geometrischer Information mit Hilfe von Datenbanken
- Problemstellungen der analytischen Geometrie (z. B. Schnitte von geometrischen Objekten)
- Berechnung zusammenhängender Kurven und Flächen aus Punktwolken
- Lineare Optimierung
- Suchen in geometrischen Räumen
- Segmentierung von Räumen und Sortieren von Objekten

Die Verfahren der algorithmischen Geometrie werden im computer-aided design, in der Computergrafik und für Geoinformationssysteme angewendet. Als jüngstes Anwendungsgebiet kam die Robotik hinzu, insbesondere bei der Planung von Bewegungsabläufen für robotische Systeme.